# 유럽 초대형 망원경

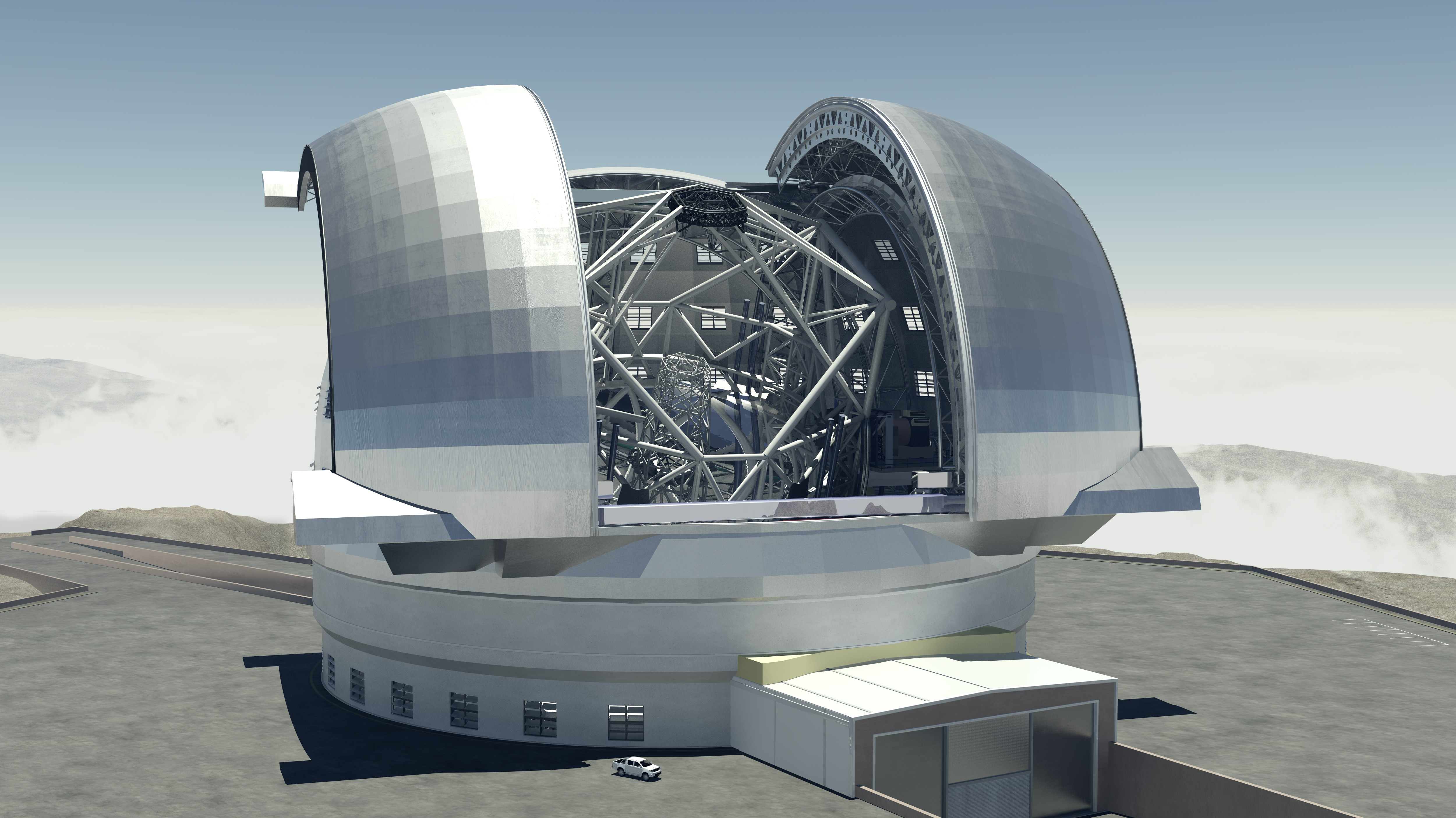
The E-ELT

유럽 초대형 망원경(European Extremely Large Telescope, E-ELT)는 유럽 남방 천문대의 차세대 망원경으로 계획중인 초대형 망원경이다. 애초 구경이 100m인 초대형 반사 망원경을 계획하였으나 검토 과정 중 건설에 천문학적인 비용이 든다는 것을 감안하여 39.3m 규모로 축소시켰다.
현재 칠레에 건설 중이다.

## 갤러리

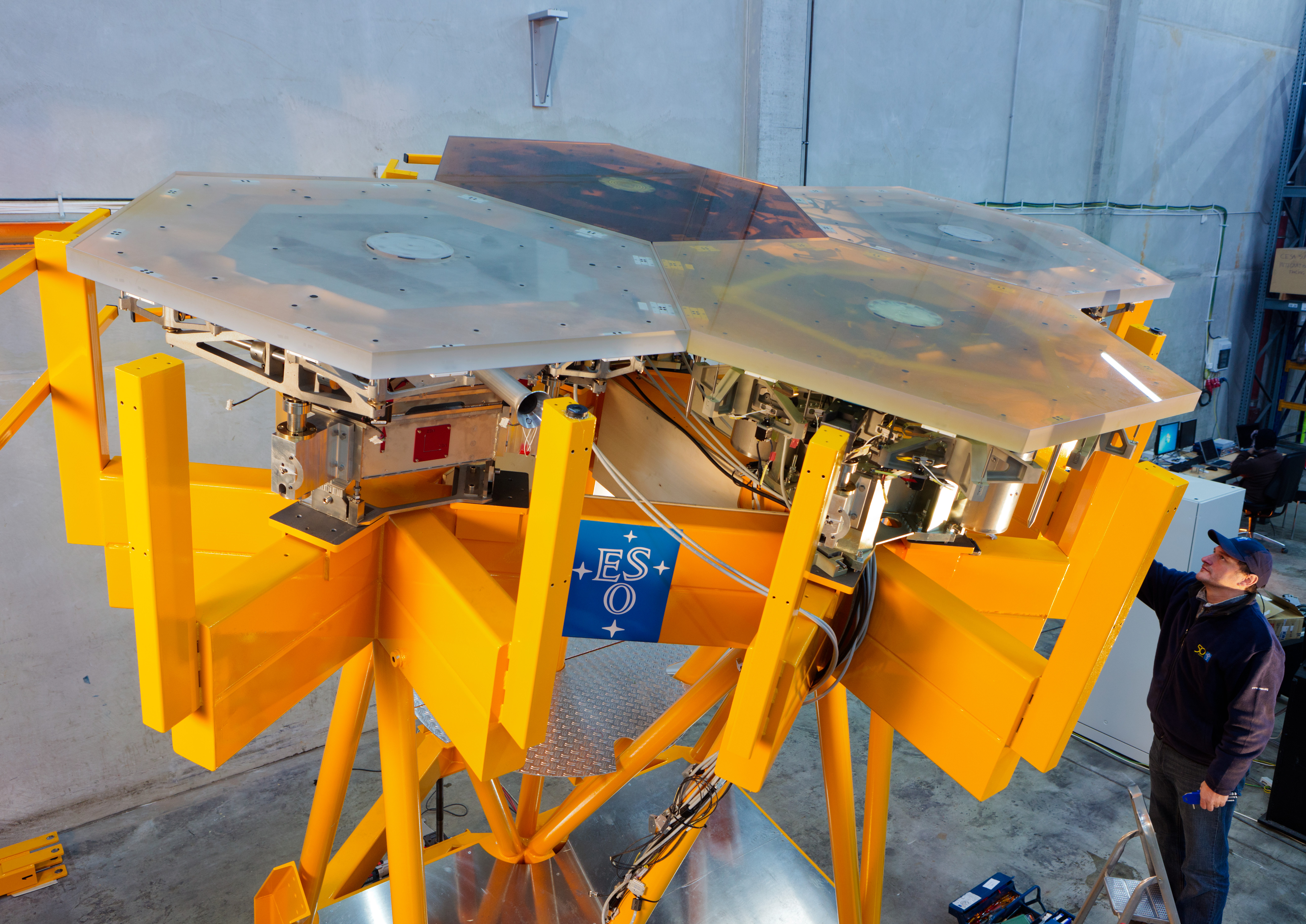
조립 중인 E-ELT의 주경
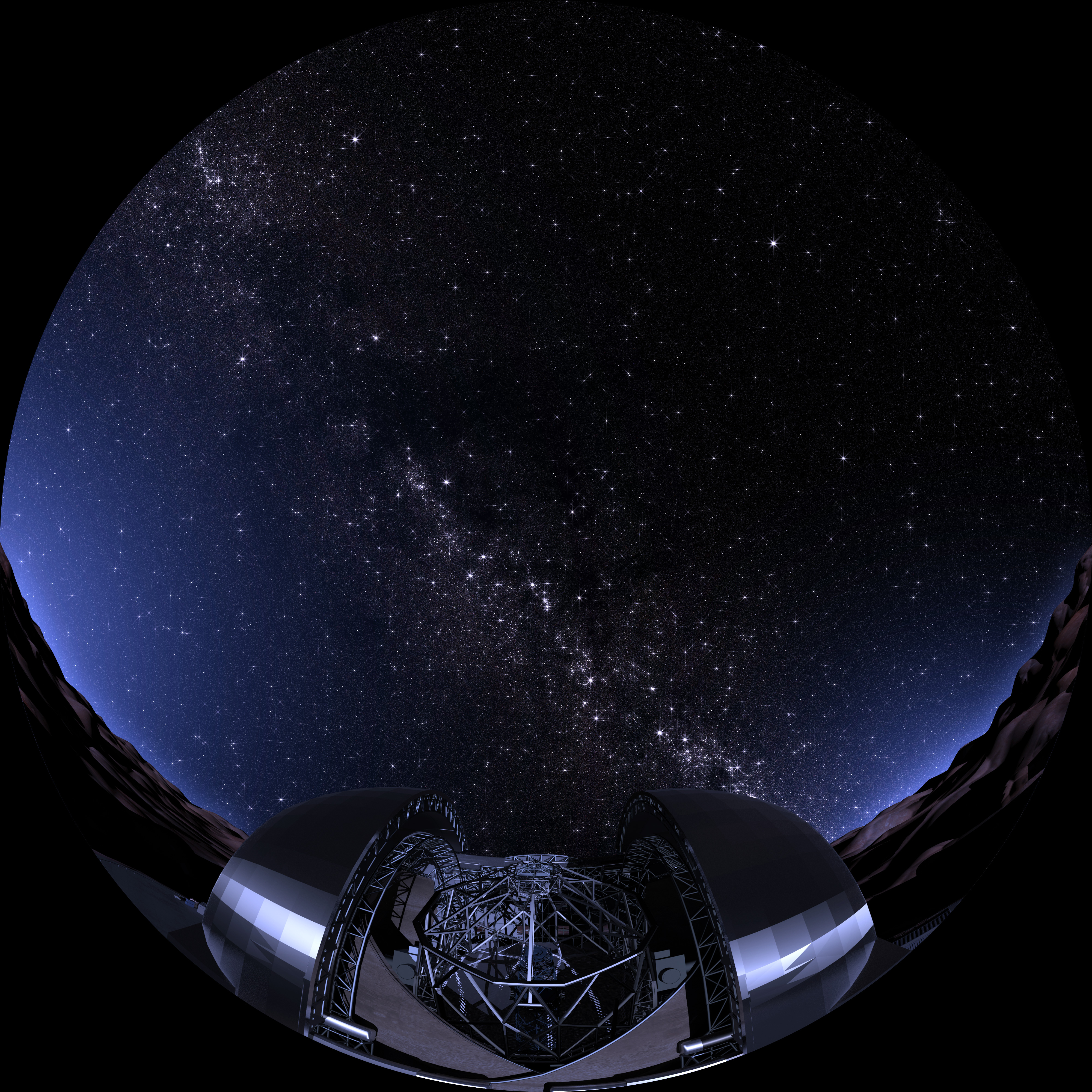
E-ELT의 가상도(1)
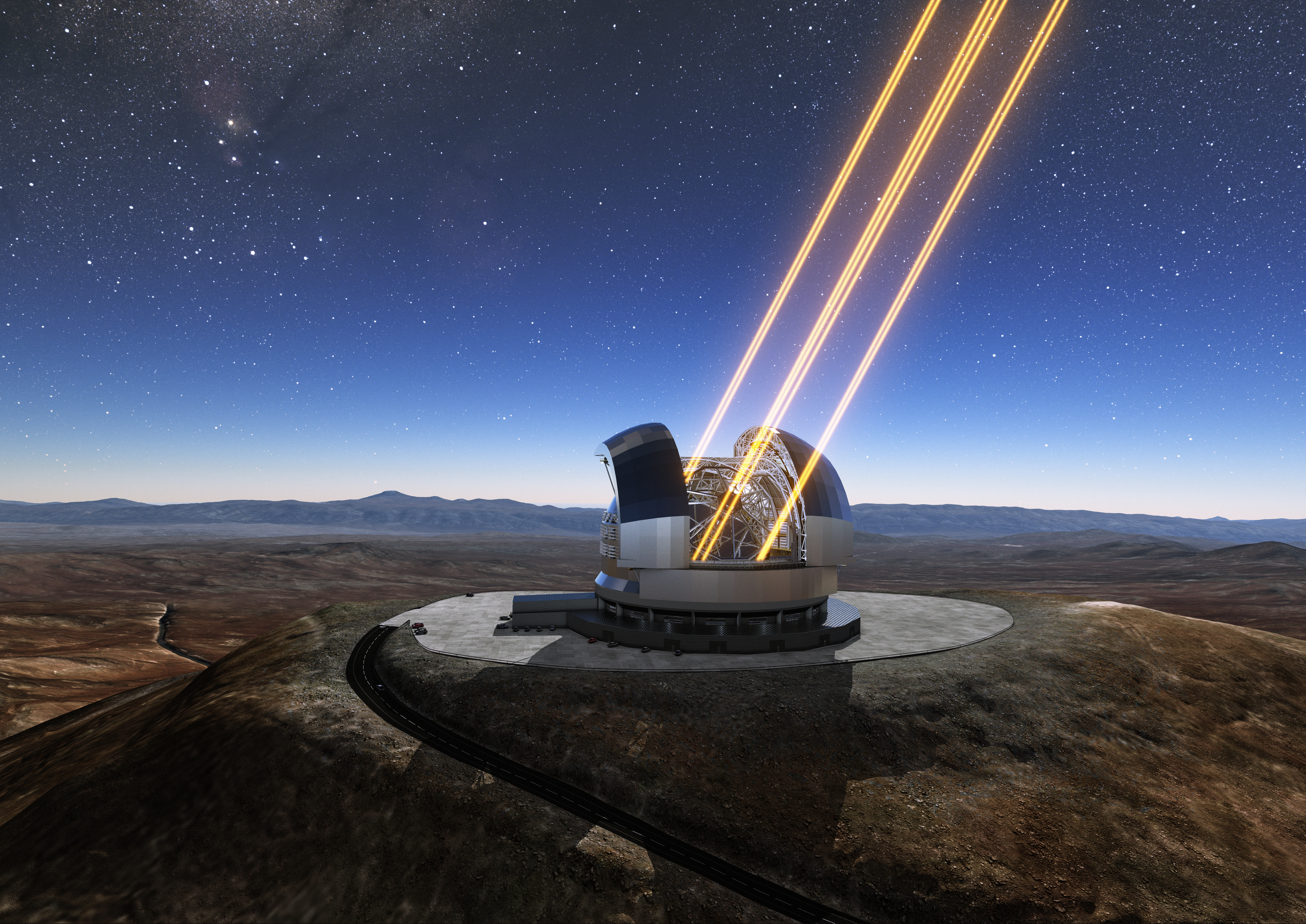
E-ELT의 가상도(2)
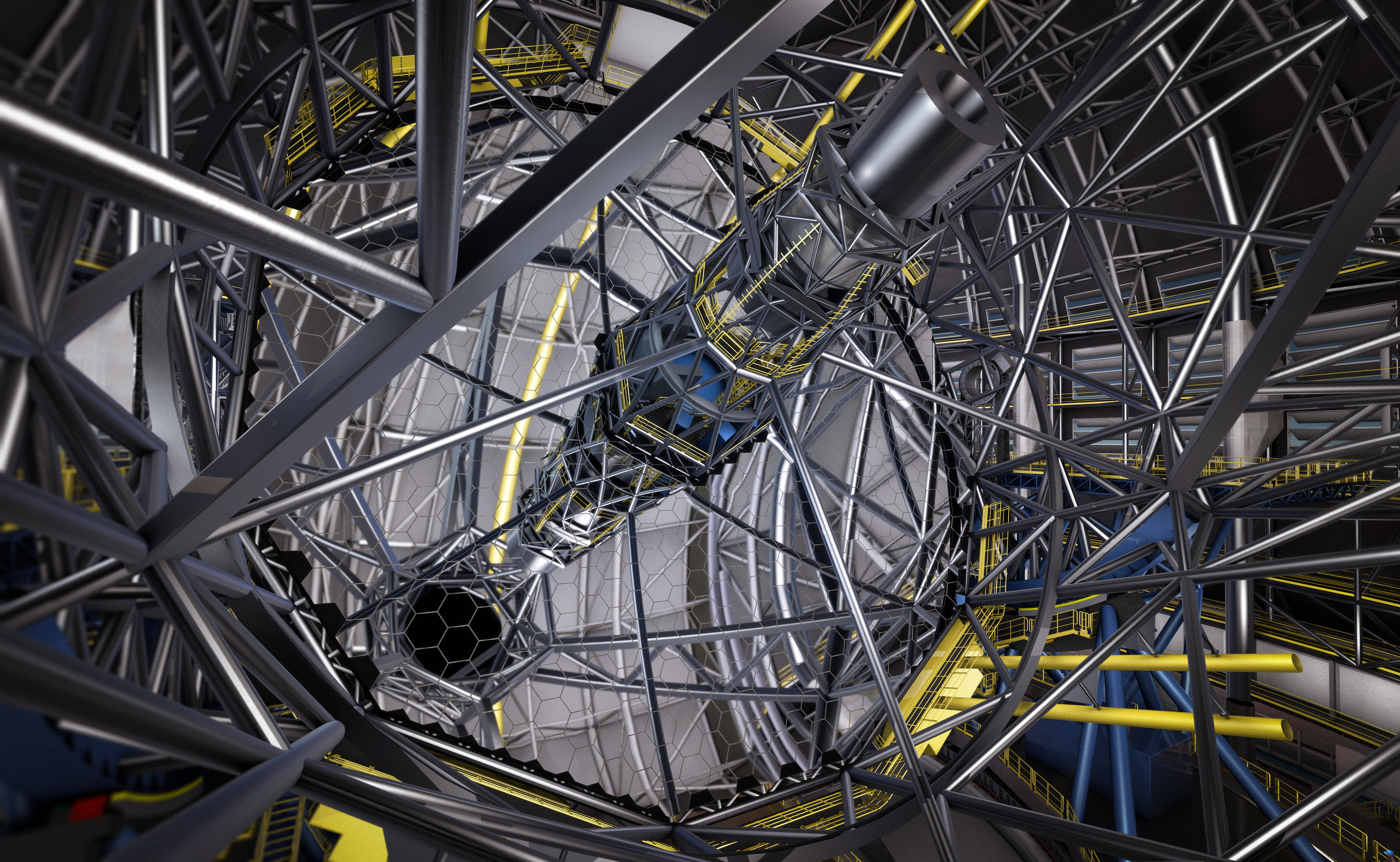
E-ELT의 주경 가상도
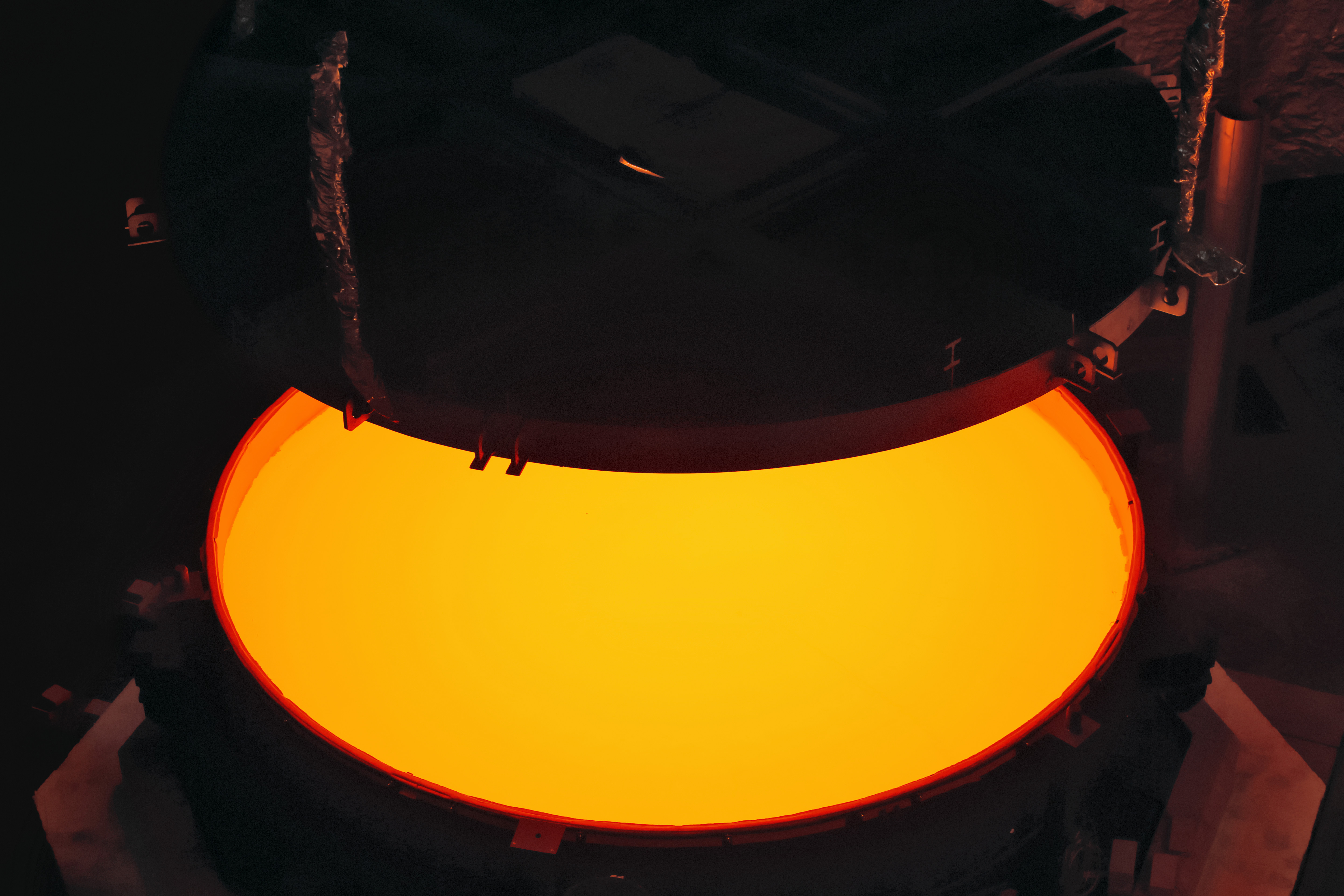
E-ELT 두 번째 주경의 주조
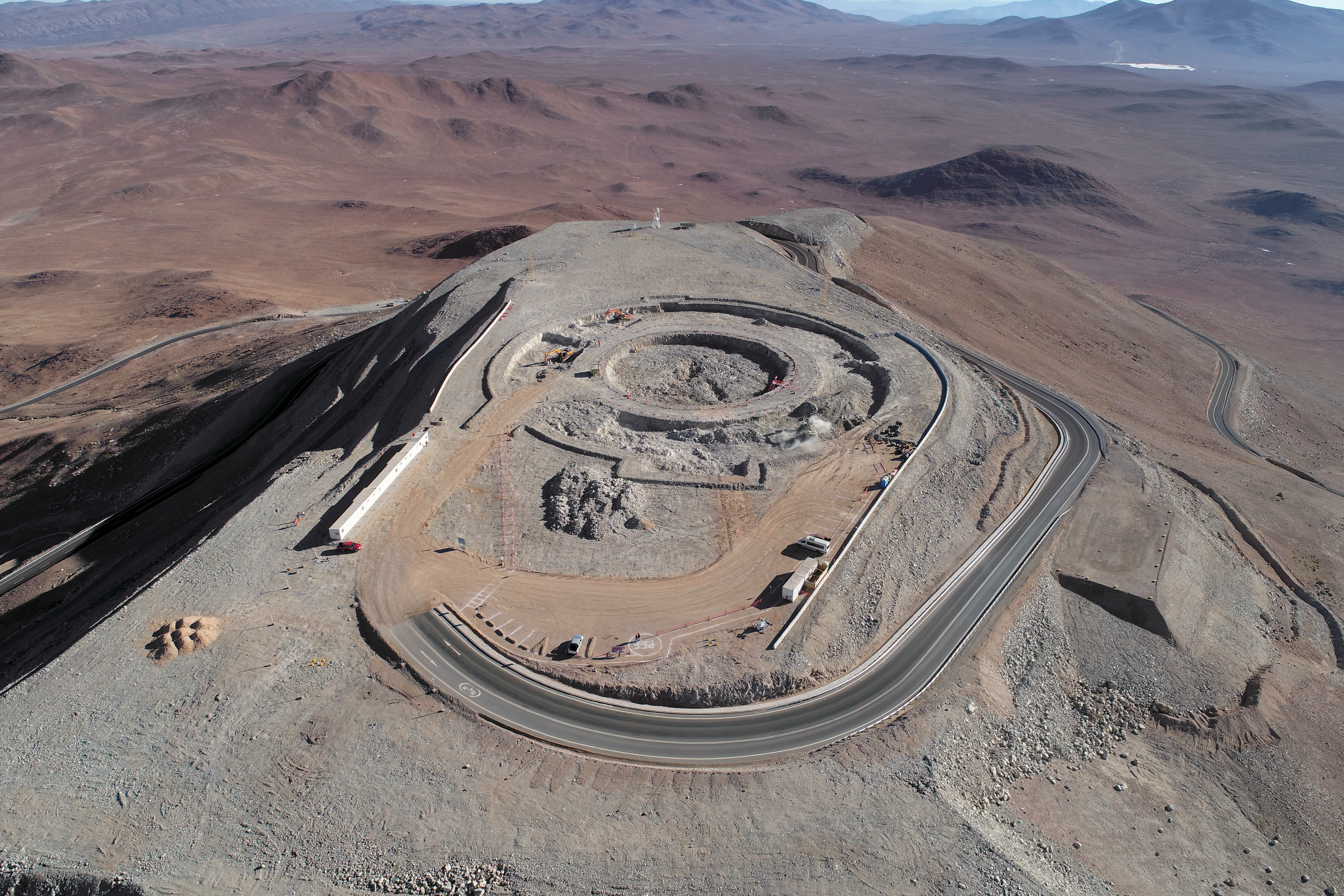
2018년 현재 E-ELT 공사 현장

## 크기비교
어떤 망원경과 비교해도 E-ELT를 뛰어넘지 못한다(콜로세움의 크기를 뛰어넘는다).

크기 비교

## 도면
2014년 9월, ESA가 레고로 만든 도면을 공개했다.

## 같이 보기
- 파라날 천문대
- 라 실라 천문대